# Medeu
Medeu (kaz. Медеу ауданы) – jeden z ośmiu dystryktów Ałmaty, znajdujący się w południowo-wschodniej części miasta. Dystrykt zamieszkuje 209 836 osób.